# Dag Nasty

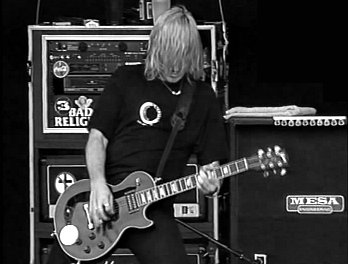
Brian Baker, playing with en:Bad Religion, live in the Netherlands, 1995

Dag Nasty é uma banda punk rock estadunidense,  formada em Washington D.C., no ano de 1985 pelo guitarrista Brian Baker do Minor Threat, o baterista Colin Sears e o baixista Roger Marbury, ambos da Bloody Mannequin Orchestra, e o vocalista Shawn Brown (mais tarde do Swiz e Jesuseater). Seu estilo é, hardcore melódico, portanto menos agressivo que o hardcore tradicional, influenciados pela banda The Faith em seu EP de 1983 Subject to Change.

## História
Shawn Brown foi o primeiro vocalista com quem a banda fez a maioria do material que mais tarde formou a seu primeiro LP Can I Say, que já foi gravado pelo ex-roadie e novo vocalista Dave Smalley da banda DYS. Dave deixou a banda fazer uma pós-graduação na Universidade de Nova York, antes de uma turnê de verão com Descendents. O terceiro cantor, Peter Cortner, foi encontrado depois que a banda colocou um anúncio em um jornal local e a turnê foi mantida. Na metade da turnê em que abriam as apresentações doDescendents, a banda foi para casa gravar novo material que demorou para ser lançado. Depois de mais alguns shows locais, a banda se separou no outono de 1986. Brian foi para Los Angeles para começar uma nova banda com Doug Carrion chamada Doggie Rock, que acabou depois de lançar um álbum. Brian reforma o Dag Nasty no início de 1987, com Peter, Colin e Doug substituindo Roger Marbury, que se recusou a voltar. Meses depois, a banda gravou e lançou Wig Out at Denko's, que incluia regravações do final de 1986 e material novo.
Em 1988 aconteceu o lançamento de seu álbum de Field Day. Foi um ambicioso álbum, muitas vezes gerando polarização nas avaliações dos fãs: muitos, odiado e muitos amando. Field Day, tentou uma mistura de melodias pop com hardcore e metal. O resultado foi irregular, mas ajudou criar um novo estilo de hardcore com elementos acústicos e tempos mais lentos. A banda se separou logo após a turnê do Field Day.

## Membros
Vocais
- Shawn Brown (Agosto de 1985 a fevereiro de 1986/Dezembro de 2012/2015)
- Dave Smalley (fevereiro de 1986 a junho de 1986/1991/2002)
- Peter Cortner (julho de 1986 a Julho de 1988)

Guitarra
- Brian Baker

Baixo
- Roger Marbury (Agosto de 1985 a março de 1987/1991/2002/Dezembro de 2012)
- Doug Carrion (Março de 1987 a julho de 1988)

Bateria
- Colin Sears (Agosto de 1985 a junho de 1987/1991/2002/Dezembro de 2012)
- Scott Garrett (Agosto de 1987  julho de 1988)
- Londres Pode (turnê de verão de 1987)

## Discografia
- Can I Say LP (Dischord Records, 1986)
- Wig Out at Denko's LP (Dischord Records, 1987)
- All Ages Show 7" (Giant Records, 1987)
- Field Day LP (Giant Records, 1988)
- Trouble Is 12" (Giant Records, 1988)
- Can I Say/Wig Out at Denko's CD (Dischord Records, 1991)
- 85-86 LP/7" Box Set/CD (Selfless Records, 1991)
- Four on the Floor LP/CD (Epitaph Records, 1992)
- Minority of One LP/CD (Revelation Records, 2002)
- Dag with Shawn LP/CD (Dischord Records, 2010)
- Can I Say and Wig Out at Denko's were remastered and separately re-released by Dischord in 2002.
- Cold Heart 7" (Dischord Records, 2016)